# 馬歇爾山
馬歇爾山（英語：Mount Marshall），是南極洲的山峰，位於沙克爾頓海岸，屬於亞歷山德拉皇后山脈中馬歇爾山脈的一部分，處於布利澤德峰東南面7公里，海拔高度3,160米，現時由南極條約體系管理。

## 外部連結
. . United States Geological Survey.   [2013-08-15].
84°41′S 164°39′E / 84.683°S 164.650°E